# Менкс-Гондевіль
Менкс-Гондевіль (фр. Mainxe-Gondeville) — муніципалітет у Франції, у регіоні Нова Аквітанія, департамент Шаранта. Менкс-Гондевіль утворено 1 січня 2019 року шляхом злиття муніципалітетів Менкс i Гондевіль. Адміністративним центром муніципалітету є Гондевіль. Населення — 1174 особи (01.01.2021).